# Мюллер, Ханси
Ха́нси Мю́ллер (нем. Hansi Müller; 27 июля 1957, Штутгарт) — немецкий футболист, играл на позиции полузащитника.

## Карьера
Родился в Штутгарте, занимался в футбольной школе «Рот». По окончании школы взят в главную команду города — «Штутгарт», которая находилась в то время во второй Бундеслиге. Ханси дебютировал за неё 24 января 1976 года в матче против «Пирмасенса», закончившемся победой швабов со счётом 5:3. Три мяча у «Штутгарта» забил Ханс-Йоахим Веллер, Ханси заменил после первого тайма Эрвина Хадевича.
Всего за «Штутгарт» Ханси провёл 186 матчей и забил 65 мячей, становился серебряным и бронзовым призёром чемпионата Германии.
Перед сезоном 1982/83 Ханси перешёл в «Интер», чтобы напомнить Старому Свету о своей игре, но переезд в Италию не получился удачным. За два сезона в «Интере» он провёл всего 48 матчей, а последующий переход в «Комо» был откровенным шагом назад.
В 1985 году уехал доигрывать в Австрию, в только что создающийся клуб «Сваровски-Тироль», который в скором времени стал тренировать великий Эрнст Хаппель. Под его руководством команда смогла дойти до полуфинала кубка УЕФА, а также выиграть дважды чемпионат Австрии. Всего за «Сваровски-Тироль» Ханси провёл 103 матча и забил 35 мячей.

## Карьера в сборной
Дебютировал в сборной 1 июня 1978 года, когда ему ещё не было двадцати одного года. Тогда проходил чемпионат мира 1978 года и немцы играли первый матч в своей группе против национальной команды Польши. Матч закончился вничью 0:0, Ханси вышел в стартовом составе и провёл на поле весь матч. Со сборной Мюллер выиграл чемпионат Европы 1980 года и стал обладателем серебряной медали чемпионата мира 1982 года. Всего за сборную Ханси провёл 42 игры и забил 5 мячей.

## Жизнь после футбола
В 2000/01 годах был директором «Штутгарта» по маркетингу. Покинуть эту должность его заставил огромный резонанс от ссоры с Карл-Хайнцем Фёрстером, который был тогда спортивным директором команды и который тоже покинул свой пост.
В 2006 году был послом от Штутгарта на чемпионате мира 2006 года и, по просьбам австрийцев, которые помнили его как игрока, от Инсбрука в 2008 году на чемпионате Европы 2008 года.
На свой 50-й день рождения, 27 июля 2007 года организовал товарищеский матч между сборными Италии и Германии, в память о финале мирового первенства 1982 года. В матче принимали участие такие звёзды как Карл-Хайнц Румменигге, Хорст Хрубеш, Карл-Хайнц и Бернд Фёрстеры, Клаудио Джентиле, Паоло Росси. Кроме того, в матче приняли участие в качестве приглашнных Михаэль Шумахер и Эрос Рамаццотти. Матч закончился вничью 4:4.

## Статистика выступлений
| Сезон     | Команда          | Лига                   | Матчи | Голы |
| --------- | ---------------- | ---------------------- | ----- | ---- |
| 1975/76   | Штутгарт         | Вторая Бундеслига      | 12    | 3    |
| 1976/77   | Штутгарт         | Вторая Бундеслига      | 31    | 5    |
| 1977/78   | Штутгарт         | Бундеслига             | 33    | 14   |
| 1978/79   | Штутгарт         | Бундеслига             | 30    | 13   |
| 1979/80   | Штутгарт         | Бундеслига             | 32    | 14   |
| 1980/81   | Штутгарт         | Бундеслига             | 32    | 11   |
| 1981/82   | Штутгарт         | Бундеслига             | 16    | 2    |
| 1982/83   | Интернационале   | Серия А                | 22    | 4    |
| 1983/84   | Интернационале   | Серия А                | 26    | 5    |
| 1984/85   | Комо             | Серия А                | 14    | 1    |
| 1985/86   | Сваровски-Тироль | Австрийская Бундеслига | 33    | 16   |
| 1986/87   | Сваровски-Тироль | Австрийская Бундеслига | 26    | 8    |
| 1987/88   | Сваровски-Тироль | Австрийская Бундеслига | 15    | 6    |
| 1988/89   | Сваровски-Тироль | Австрийская Бундеслига | 15    | 5    |
| 1989/90   | Сваровски-Тироль | Австрийская Бундеслига | 14    | 0    |
| 1975—1990 | Итого            | Везде                  | 354   | 110  |

## Достижения
Сборная Германии
- Чемпион Европы 1980 года
- Серебряный призёр чемпионата мира 1982 года

«Штутгарт»
- Серебряный призёр Бундеслиги: 1978/79
- Бронзовый призёр Бундеслиги: 1979/80, 1980/81

«Сваровски-Тироль»
- Победитель Чемпионата Австрии: 1988/89, 1989/90
- Обладатель Кубка Австрии: 1988/89
- Финалист Кубка Австрии: 1986/87, 1987/88